# Хронологія рекордів Європи зі стрибків у висоту серед жінок
Рекорди Європи зі стрибків у висоту серед жінок визнаються Європейською легкоатлетичною асоціацією з-поміж результатів, показаних європейськими легкоатлетками на спеціально обладнаному секторі для стрибків, за умови дотримання встановлених вимог.
Рекорди Європи зі стрибків у висоту серед жінок фіксуються з 1925. Упродовж 1987—2023 Європейська легкоатлетична асоціація окремо фіксувала рекорди Європи, показані під дахом (в приміщенні).

## Хронологія рекордів
| Результат                               | Атлетка                        | Місто змагань   | Дата змагань | Примітки | Відео            |
| --------------------------------------- | ------------------------------ | --------------- | ------------ | -------- | ---------------- |
| 1,52                                    | Філліс Грін Велика Британія    | Лондон          | 11.07.1925   |          |                  |
| 1,55                                    | Філліс Грін Велика Британія    | Лондон          | 02.08.1926   |          |                  |
| 1,58                                    | Лієн Гізолф Нідерланди         | Брюссель        | 03.07.1928   |          | Відео на YouTube |
| 1,60                                    | Лієн Гізолф Нідерланди         | Маастрихт       | 18.08.1929   |          |                  |
| 1,62                                    | Лієн Гізолф Нідерланди         | Амстердам       | 12.06.1932   |          |                  |
| 1,66                                    | Дороті Одам Велика Британія    | Брентвуд        | 29.05.1939   |          |                  |
| 1,66                                    | Ільзебіль Пфеннінг Швейцарія   | Лугано          | 27.07.1941   |          |                  |
| 1,71                                    | Фанні Бланкерс-Кун Нідерланди  | Амстердам       | 30.05.1943   |          |                  |
| 1,72                                    | Шейла Лервілл Велика Британія  | Лондон          | 07.07.1951   |          |                  |
| 1,73                                    | Олександра Чудіна СРСР         | Київ            | 22.05.1954   |          |                  |
| 1,74                                    | Тельма Гопкінс Велика Британія | Белфаст         | 05.05.1956   |          |                  |
| 1,75                                    | Йоланда Балаш Румунія          | Бухарест        | 14.07.1956   |          | Відео на YouTube |
| 1,76                                    | Йоланда Балаш Румунія          | Бухарест        | 13.10.1957   |          |                  |
| 1,78                                    | Йоланда Балаш Румунія          | Бухарест        | 07.06.1958   |          |                  |
| 1,80                                    | Йоланда Балаш Румунія          | Клуж            | 22.06.1958   |          |                  |
| 1,81                                    | Йоланда Балаш Румунія          | Пояна-Брашов    | 31.07.1958   |          |                  |
| 1,82                                    | Йоланда Балаш Румунія          | Бухарест        | 04.10.1958   |          |                  |
| 1,83                                    | Йоланда Балаш Румунія          | Бухарест        | 18.10.1958   |          | Відео на YouTube |
| 1,84                                    | Йоланда Балаш Румунія          | Бухарест        | 21.09.1959   |          |                  |
| 1,85                                    | Йоланда Балаш Румунія          | Бухарест        | 06.06.1960   |          |                  |
| 1,86                                    | Йоланда Балаш Румунія          | Бухарест        | 10.07.1960   |          |                  |
| 1,87                                    | Йоланда Балаш Румунія          | Бухарест        | 15.04.1961   |          | Відео на YouTube |
| 1,88                                    | Йоланда Балаш Румунія          | Варшава         | 18.06.1961   |          |                  |
| 1,90                                    | Йоланда Балаш Румунія          | Будапешт        | 08.07.1961   |          | Відео на YouTube |
| 1,91                                    | Йоланда Балаш Румунія          | Софія           | 16.07.1961   |          |                  |
| 1,92                                    | Ілона Гузенбауер Австрія       | Відень          | 04.09.1971   |          | Відео на YouTube |
| 1,92                                    | Ульріке Мейфарт ФРН            | Мюнхен          | 04.09.1972   |          | Відео на YouTube |
| 1,94                                    | Йорданка Благоєва Болгарія     | Загреб          | 24.09.1972   |          | Відео на YouTube |
| 1,94                                    | Розмарі Вітшас НДР             | Берлін          | 24.08.1974   |          |                  |
| 1,95                                    | Розмарі Вітшас-Акерманн НДР    | Рим             | 08.09.1974   |          |                  |
| 1,96                                    | Розмарі Акерманн НДР           | Дрезден         | 08.05.1976   |          |                  |
| 1,96                                    | Розмарі Акерманн НДР           | Дрезден         | 03.07.1977   |          |                  |
| 1,97                                    | Розмарі Акерманн НДР           | Гельсінкі       | 14.08.1977   |          |                  |
| 1,97                                    | Розмарі Акерманн НДР           | Західний Берлін | 26.08.1977   |          | Відео на YouTube |
| 2,00                                    | Розмарі Акерманн НДР           | Західний Берлін | 26.08.1977   |          | Відео на YouTube |
| 2,01                                    | Сара Сімеоні Італія            | Прага           | 31.08.1978   |          | Відео на YouTube |
| 2,01                                    | Сара Сімеоні Італія            | Брешія          | 04.08.1978   |          | Відео на YouTube |
| 2,02                                    | Ульріке Мейфарт ФРН            | Афіни           | 08.09.1982   |          | Відео на YouTube |
| 2,03                                    | Ульріке Мейфарт ФРН            | Лондон          | 21.08.1983   |          |                  |
| 2,03                                    | Тамара Бикова СРСР             | Лондон          | 21.08.1983   |          |                  |
| 2,04                                    | Тамара Бикова СРСР             | Піза            | 25.08.1983   |          |                  |
| 2,05                                    | Тамара Бикова СРСР             | Київ            | 22.06.1984   |          |                  |
| 2,07                                    | Людмила Андонова Болгарія      | Берлін          | 20.07.1984   |          | Відео на YouTube |
| 2,07                                    | Стефка Костадинова Болгарія    | Софія           | 25.05.1986   |          | Відео на YouTube |
| 2,08                                    | Стефка Костадинова Болгарія    | Софія           | 31.05.1986   |          |                  |
| 2,09                                    | Стефка Костадинова Болгарія    | Рим             | 30.08.1987   |          | Відео на YouTube |
| 2,10                                    | Ярослава Магучіх Україна       | Париж           | 07.07.2024   | [ 1 ]    | Відео на YouTube |
| 0 років, 265 днів від дати встановлення |                                |                 |              |          |                  |

## Рекорди в приміщенні
| Результат | Атлетка                     | Місто змагань | Дата змагань | Примітки | Відео            |
| --------- | --------------------------- | ------------- | ------------ | -------- | ---------------- |
| 2,05      | Стефка Костадинова Болгарія | Індіанаполіс  | 08.03.1987   |          |                  |
| 2,06      | Стефка Костадинова Болгарія | Пірей         | 20.02.1988   |          |                  |
| 2,07      | Гайке Генкель Німеччина     | Карлсруе      | 08.02.1992   |          | Відео на YouTube |
| 2,08      | Кайса Бергквіст Швеція      | Арнштадт      | 04.02.2006   |          | Відео на YouTube |